# Ивановка (Баганский район)
Ивановка — село в Баганском районе Новосибирской области. Административный центр Ивановского сельсовета.

## География
Площадь села — 107 гектаров

## История
Основано в 1908 году. В 1928 г. посёлок Ивановский состоял из 129 хозяйства, основное население — украинцы. Центр Ивановского сельсовета Андреевского района Славгородского округа Сибирского края.

## Население
| 1926 | 1976 | 1995 | 2002 | 2007 | 2010 |
| ---- | ---- | ---- | ---- | ---- | ---- |
| 606  | ↘435 | ↗496 | ↘480 | ↗516 | ↗526 |

## Инфраструктура
В селе по данным на 2006 год функционируют 1 учреждение здравоохранения, 1 образовательное учреждение.
С 1997 года в селе действует центр немецкой культуры Новосибирского областного Российско-немецкого дома.